# Giải New Guinea
Giải New Guinea (tên khoa học: Pelochelys bibroni) là một loài ba ba thuộc họ Trionychidae. Đây là loài đặc hữu của đảo New Guinea, cũng là loài ba ba nước ngọt có kích thước cơ thể lớn thứ hai, chỉ sau Pelochelys cantorii.